# Dolina Krzemowa

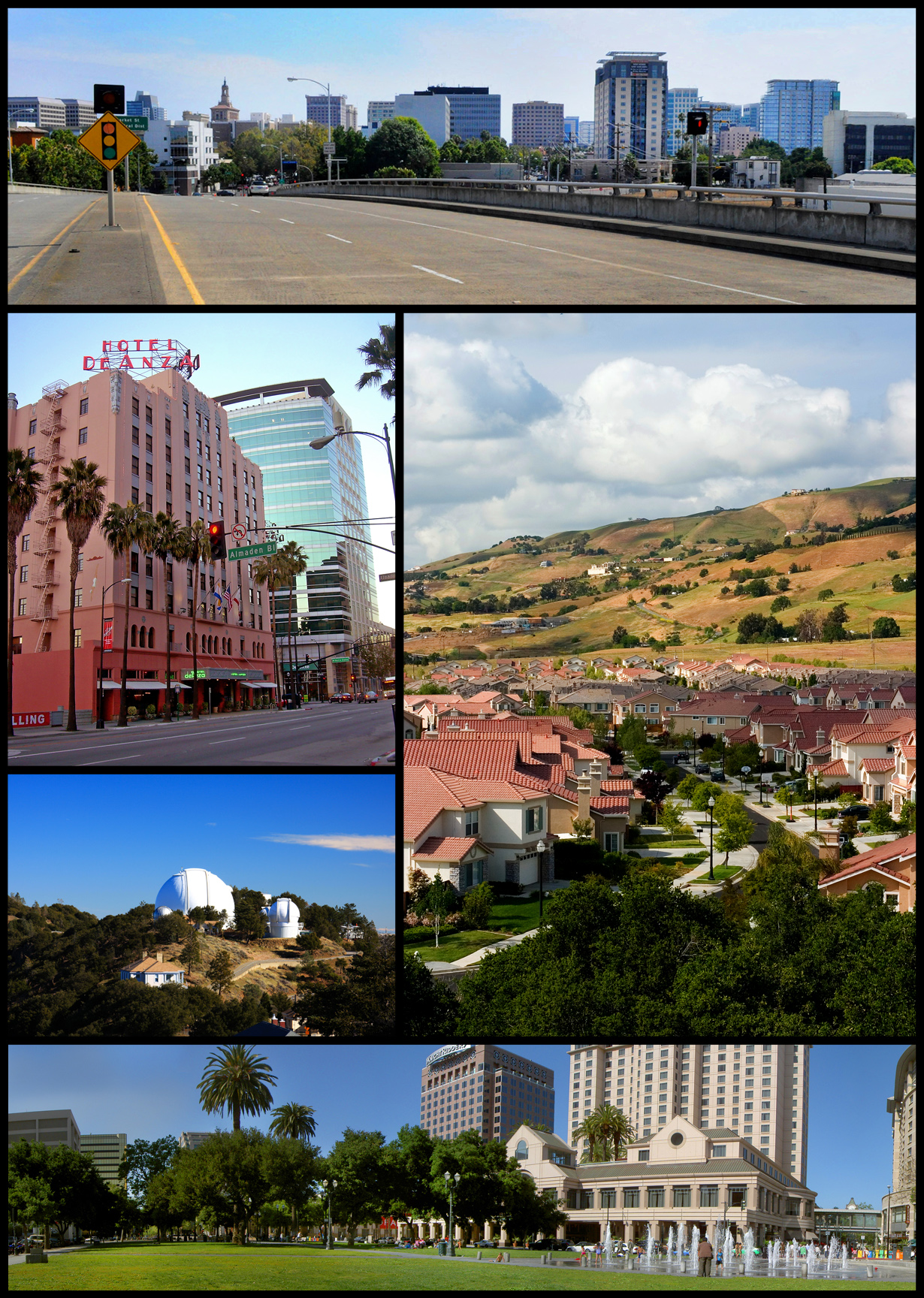
San Jose, główne miasto Doliny Krzemowej

Dolina Krzemowa (ang. Silicon Valley) – region w północnej części stanu Kalifornia w Stanach Zjednoczonych. Centrum amerykańskiego sektora zaawansowanych technologii (ang. high-tech) i siedziba wielu korporacji transnarodowych.
Termin został utworzony przez amerykańskiego dziennikarza Dona C. Hoeflera w 1971 roku. Korzystne warunki do rozwoju przedsiębiorczości, działalność Stanford University i niskie w tamtym czasie ceny nieruchomości przyczyniły się do dynamicznego rozwoju Doliny.
Amerykański Departament Pracy definiuje Dolinę Krzemową jako hrabstwa: Alameda, Contra Costa, San Francisco, San Mateo, Santa Clara i Santa Cruz.

## Powstanie
Pierwotnie był to region typowo rolniczy – mieszkańcy uprawiali na pobliskich niewielkich wzgórzach sady pomarańczy i brzoskwiń oraz plantacje karczochów.
Po trzęsieniu ziemi w San Francisco na początku XX wieku rozpoczął się napływ przybyszów. Gubernator Kalifornii Leland Stanford, aby uczcić pamięć zmarłego syna, ufundował w Stanford (koło Palo Alto) uniwersytet. Za symboliczny początek Doliny Krzemowej uważa się założenie w 1939 w wynajętym garażu przez Billa Hewletta i Davida Packarda spółki Hewlett-Packard.
Dynamiczny rozwój Dolina Krzemowa zawdzięczała w dużym stopniu II wojnie światowej. Wtedy najsilniejsze ośrodki technologiczne i badawcze USA skoncentrowane były niekorzystnie pod względem strategicznym (wojna z Japonią) w stanach na wschodnim wybrzeżu. Część badań i produkcji zdecydowano przesunąć do Kalifornii. Sprowadzono tam specjalistów, a tamtejsze fabryki zaczęły produkować, zamiast pługów i traktorów, czołgi i systemy radarowe. Od lat 50. w Dolinie Krzemowej rozwijano produkcję półprzewodników; głównym odbiorcą tych produktów była armia Stanów Zjednoczonych.
W 1968 roku w Mountain View została założona spółka Intel, w 1976 roku w Los Altos Apple, w 1998 roku w Menlo Park Google, w 2009 roku w San Franciso − Uber. W 2018 roku w Dolinie Krzemowej miało siedzibę 57 jednorożców (unicorns)

## Największe przedsiębiorstwa
- Adobe Systems (San Jose)
- Advanced Micro Devices
- Agilent Technologies (Palo Alto)
- Airbnb
- Altera (San José)
- Apple Inc. (Cupertino)
- Applied Materials
- Atmel (San José)
- Cadence(inne języki) (San José)
- Cisco Systems (San José)
- eBay (San José)
- Meta (Facebook) (Menlo Park)
- Google (Mountain View)
- Hewlett-Packard
- Intel
- Intuit
- Juniper Networks
- KLA Tencor(inne języki)
- LSI Logic(inne języki)
- Marvell Semiconductors
- Maxim Integrated Products
- Morabito Corporation (M-Corporation)
- National Semiconductor
- NetApp
- Nvidia
- Oracle Corporation
- Salesforce.com
- SanDisk
- Sanmina-SCI(inne języki)
- Symantec (Mountain View)
- Uber
- VMware (Palo Alto)
- Yahoo!
- Xilinx Inc. (San José)
- Multitask
- Zend Technologies (Cupertino)

## Naśladowcy
Wiele państw i regionów usiłuje powtórzyć sukces Doliny Krzemowej, jednak z ograniczonym skutkiem. Dolina Krzemowa charakteryzuje się położeniem w pobliżu uniwersytetów i rządowych centrów badawczych, dużą liczbą wykształconych pracowników i dostępem do venture capital. Czynniki te nie są jednak unikalne dla Doliny Krzemowej. Według Barry'ego Jaruzelskiego o sukcesie decyduje to, że w porównaniu z amerykańskimi przedsiębiorstwami wydającymi najwięcej na badania i rozwój, przedsiębiorstwa z Doliny Krzemowej posiadają strategie innowacyjne w znacznie większym stopniu zorientowane na potrzeby użytkowników, decyzje o strategii innowacyjnej są podejmowane na najwyższym szczeblu przedsiębiorstwa i jest ona bardziej zintegrowana z ogólną strategią biznesową.

## Galeria zdjęć

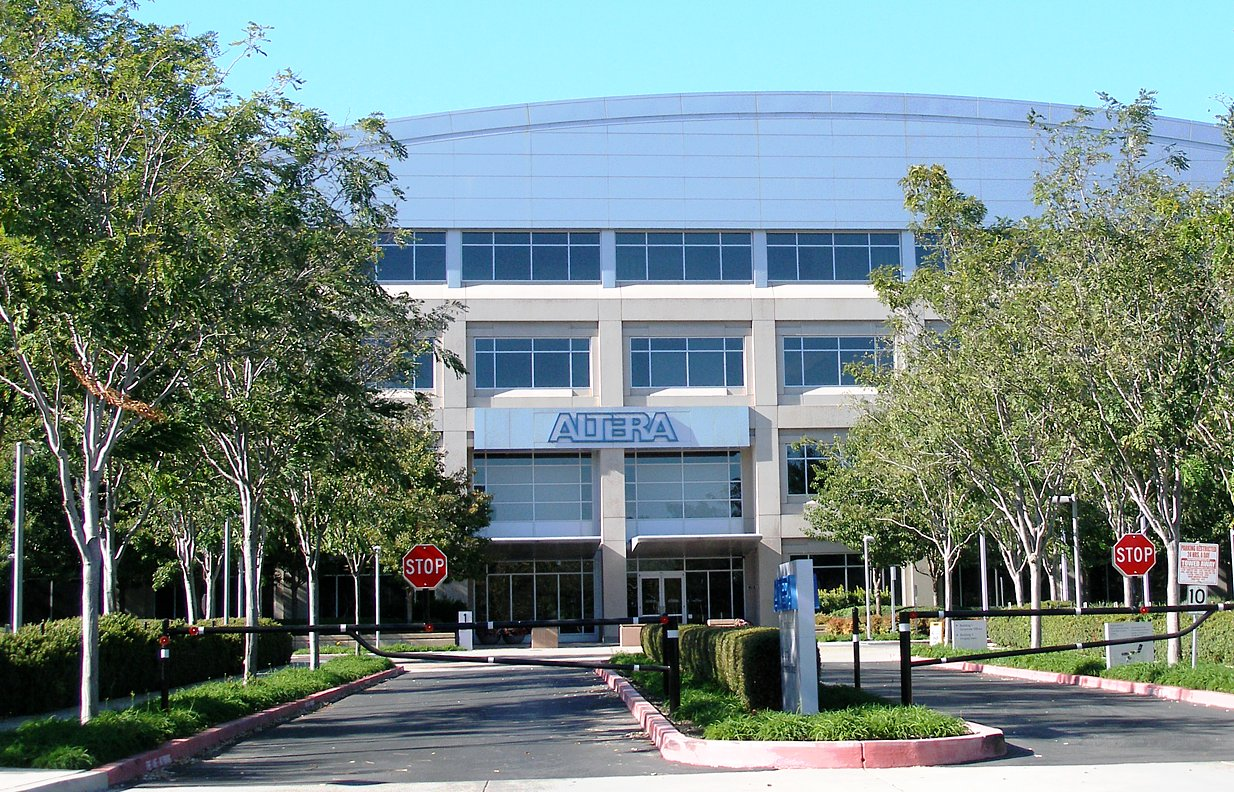
Altera (San José)
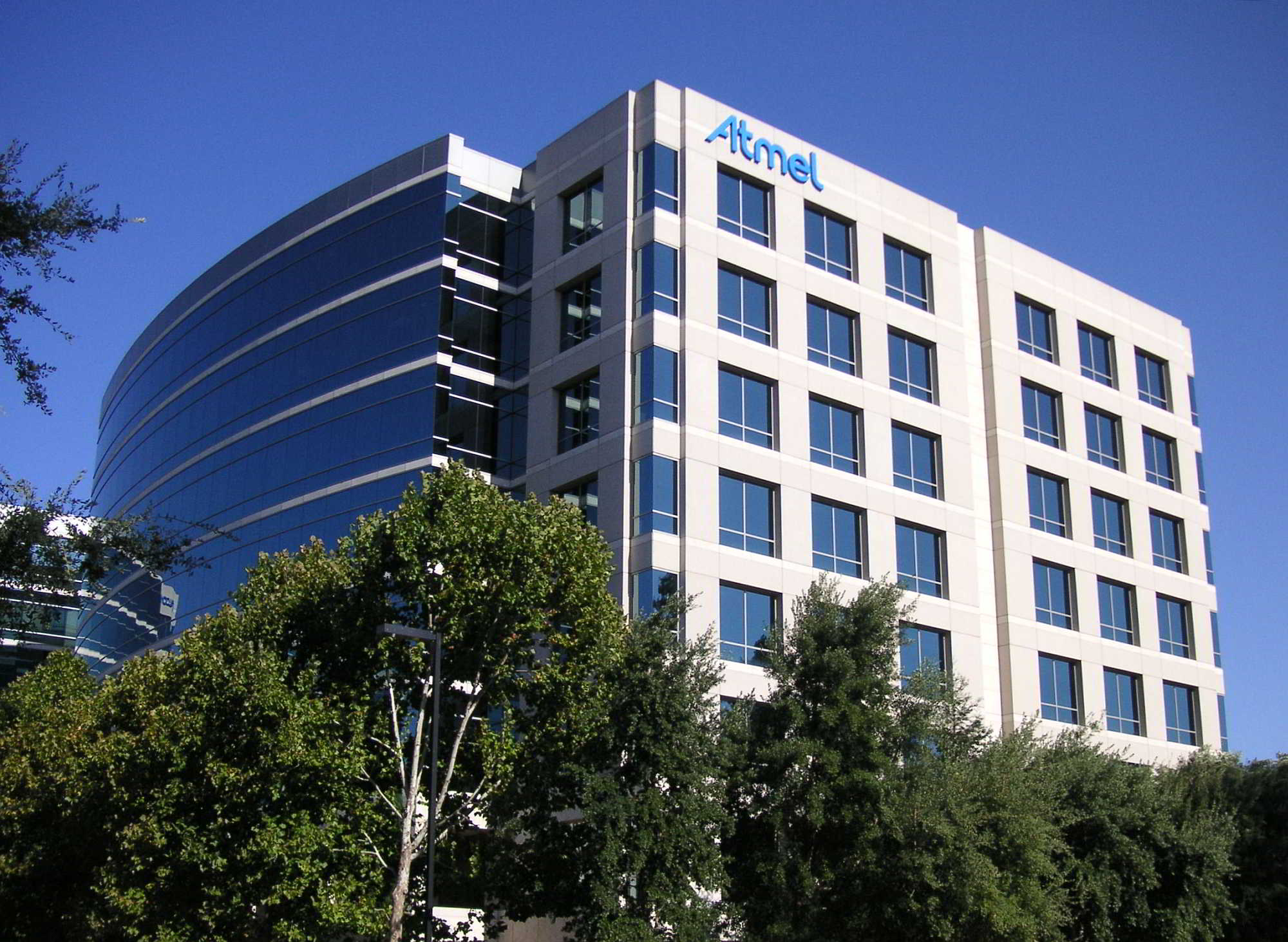
Atmel (San José)
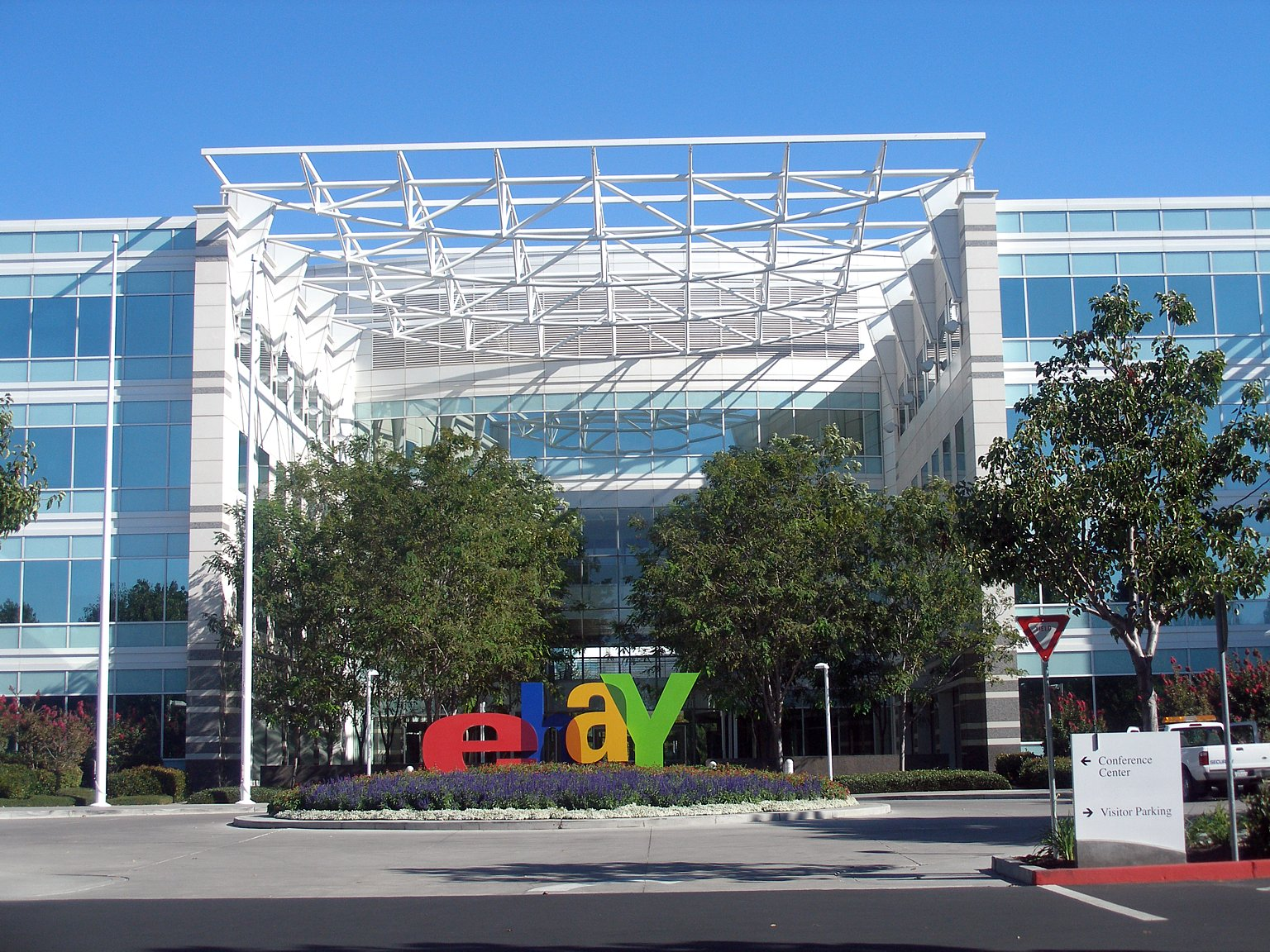
eBay (San José)